# اکپرو-میسرته
اکپرو-میسرته (به لاتین: Akpro-Missérété) یک سکونتگاه مسکونی در بنین است که در استان اومه واقع شده‌است.

## خصوصیات
اکپرو-میسرته ۷۹ کیلومترمربع مساحت و ۷۲٬۶۵۲ نفر جمعیت دارد.